# نادي المصلى
نادي المصلى الرياضي هو فريق كرة قدم عراقي مقره في كركوك، يلعب في الدوري العراقي الدرجة الثانية.

## روابط خارجية
- نادي مصلى على Goalzz.com
- أندية العراق - تواريخ التأسيس